# Trichophorum
Genre
Classification phylogénétique
Trichophorum est un genre de plantes à fleur de la famille des Cyperaceae,

## Liste des espèces
Douze espèces sont acceptées dans le genre. Les voici avec leurs sous-espèces :
Selon World Checklist of Selected Plant Families (WCSP) (27 mars 2012) :
- Trichophorum alpinum (en) (L.) Pers . ;
- Scirpe Cespiteux (Trichophorum cespitosum (L.) Hartm.) :
  - Trichophorum cespitosum subsp. cespitosum (de) (L.) Hartm. ;
  - Trichophorum cespitosum subsp. germanicum (de) (Palla (en)) Gustav Hegi ;
  - Trichophorum cespitosum nothosubsp. foersteri Swan.
- Scirpe de Clinton (Trichophorum clintonii (A. Gray) S.G. Sm. ;
- Trichophorum distigmaticum (ceb) (Kük.) T.V.Egorova (en) ;
- Trichophorum dolichocarpum (ceb) Zakirov (es) ;
- Trichophorum mattfeldianum (ceb) (Kük.) S.Yun Liang ;
- Trichophorum planifolium (ceb) (Spreng.) Palla ;
- Trichophorum pumilum (ceb) (Vahl) Schinz et Thell. :
  - Trichophorum pumilum subsp. pumilum ;
  - Trichophorum pumilum subsp. rollandii (Fernald) Roy L. Taylor et MacBryde (es).
- Trichophorum rigidum (ceb) (Steud.) Goetgh. (es), Muasya et D.A. Simpson (es) :
  - Trichophorum rigidum subsp. ecuadoriense Dhooge (es) et Goetgh. ;
  - Trichophorum rigidum subsp. rigidum.
- Trichophorum schansiense (ceb) Hand.-Mazz. ;
- Trichophorum subcapitatum (ceb) (Thwaites et Hook.) D.A. Simpson ;
- Trichophorum uniflorum (ceb) (Trautv.) Malychev (ru) et Lukitsch. (es).